# Česká Kubice

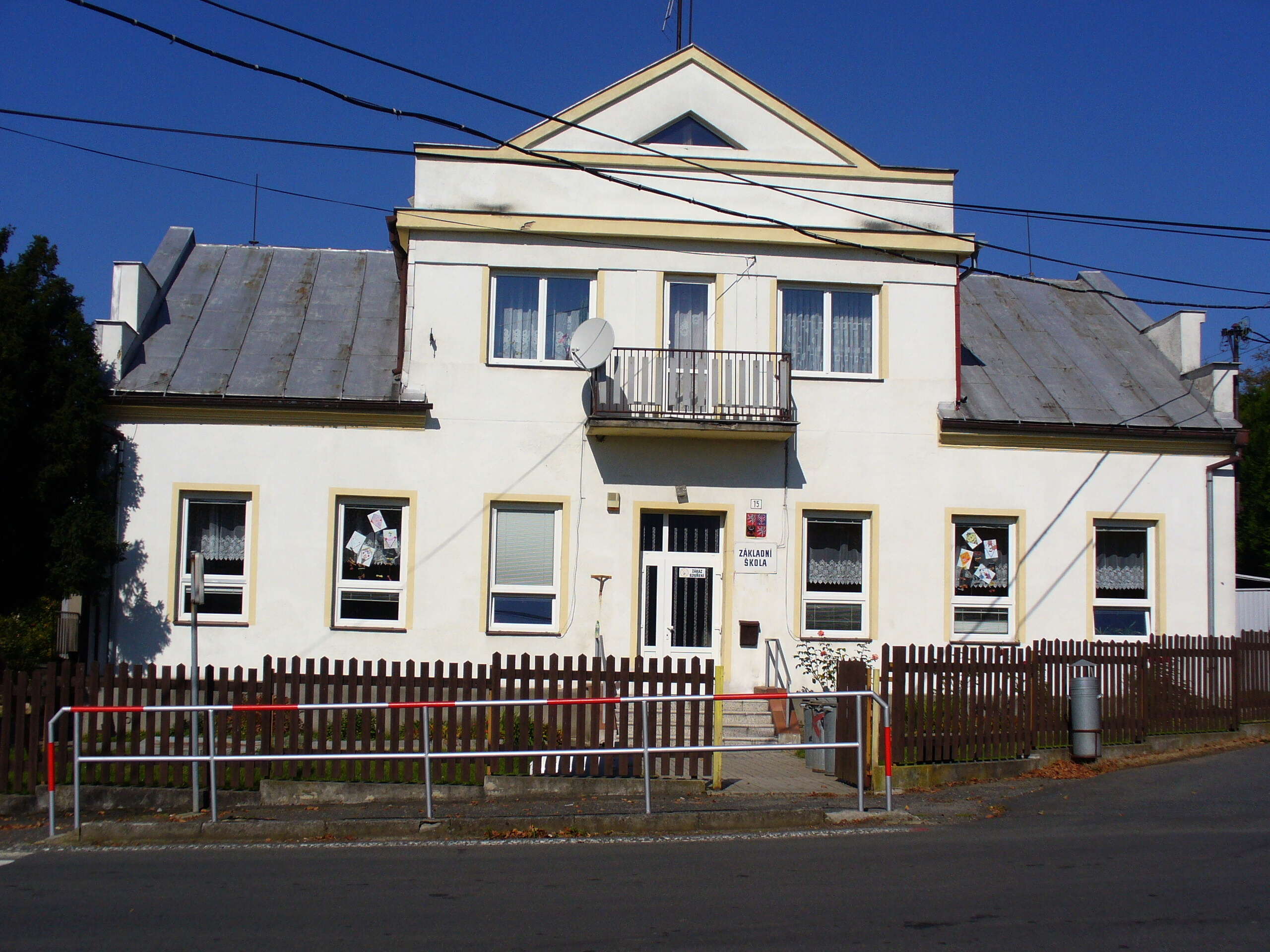
Schule

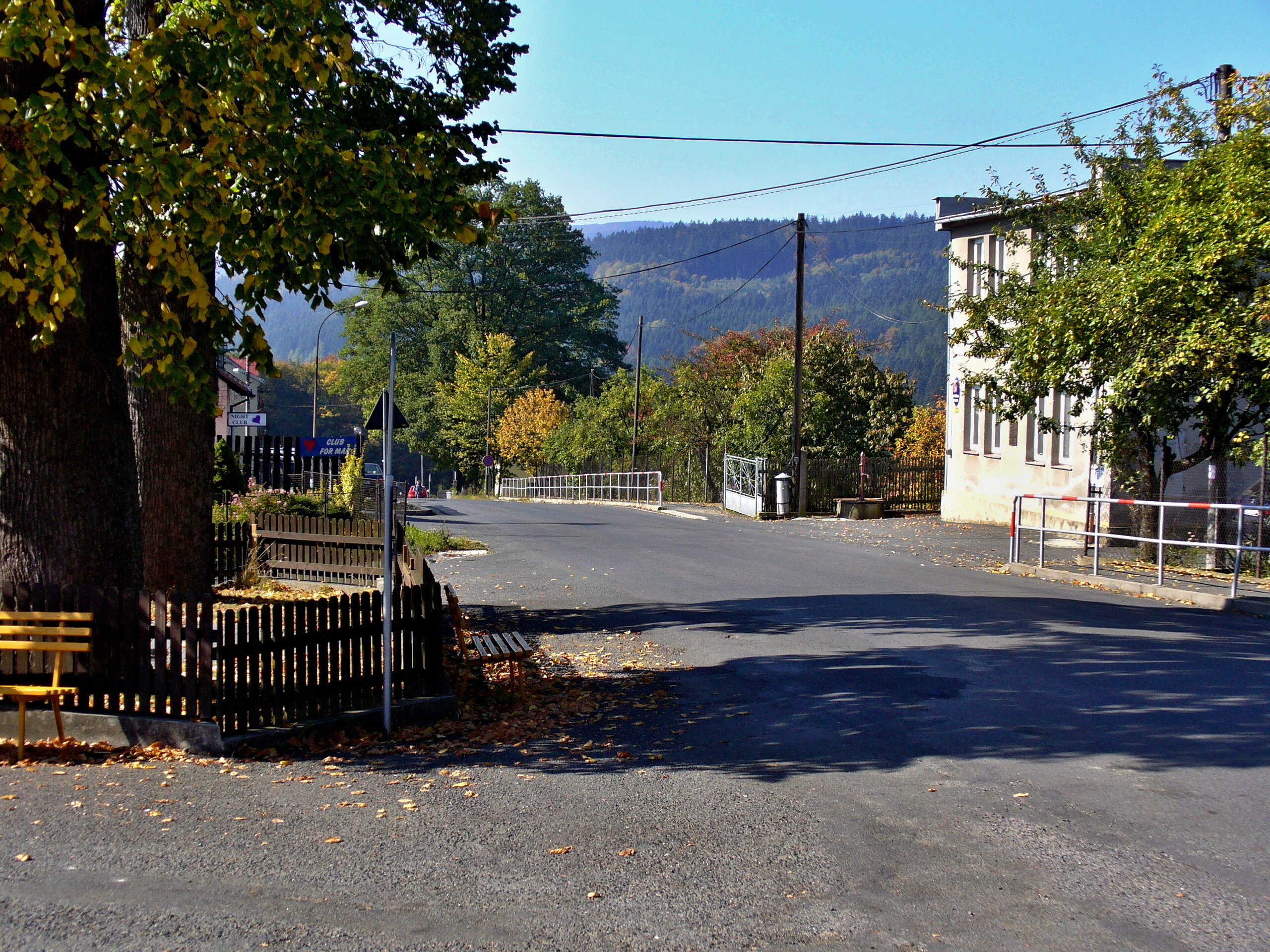
Gemeindeamt

Česká Kubice (deutsch Böhmisch Kubitzen) ist eine Gemeinde in Tschechien. Sie liegt elf Kilometer südwestlich von Domažlice in der Cham-Further Senke (Všerubská vrchovina) unweit der Grenze zu Bayern und gehört zum Okres Domažlice.

## Geografie
Česká Kubice befindet sich am Fuße des Spálený vrch (Brennteberg, 667 m) auf der Europäischen Hauptwasserscheide zwischen Donau und Elbe; das Dorf liegt im Quellgebiet des Medvědí potok (Plassendorfer Bach), am nördlichen Ortsrand entspringt die Bystřice (Pastritz). Gegen Westen liegt das Tal der Teplá Bystřice (Warme Pastritz). Nordwestlich erhebt sich der 1042 m hohe Čerchov (Schwarzkopf). Westlich des Dorfes verläuft die Staatsstraße 26 zwischen Horšovský Týn und Furth im Wald. Der Ort liegt grenznah an der Bahnstrecke Plzeň–Furth im Wald. Weiterhin bestehen nach Bayern der Straßengrenzübergang Folmava–Furth im Wald/Schafberg und die Wanderübergänge Starý Spálenec–Prennetriegel/Daberg sowie Ovčí vrch (Schafberg)–Hochstraße.
Nachbarorte sind Babylon im Norden, Pasečnice, Pelechy und Filipova Hora im Nordosten, Spáleneček, Nový Spálenec und Starý Spálenec im Osten, Daberg im Südosten, Nová Kubice, Horní Folmava und Dolní Folmava im Süden sowie Pec pod Čerchovem im Nordwesten.

## Geschichte
Der zur Herrschaft Chodenschloß gehörige Ort wurde 1697 als Koutsko erstmals erwähnt. 1740 bestand er aus 17 Häusern und hatte 125 Einwohner. Während der Zeit der Josephinischen Reformen kam zwischen 1764 und 1766 der bayerische Ort Obervollmau zu Böhmen, 1787 wurde dort die Pfarrkirche errichtet. Česká Kubice, Stará Pasečnice, Nová Pasečnice, Havlovice, Babylon und Petrovice bildeten eine Dorfgemeinde, die niedere Gerichtsbarkeit übte der Richter in Petrovice aus.
Nach der Aufhebung der Patrimonialherrschaft bildete Česká Kubice/Böhmisch Kubitzen ab 1850 einen Ortsteil der Gemeinde Havlovice im Gerichtsbezirk Taus. Ab 1868 gehörte das Dorf zum Bezirk Taus. 1861 erfolgte die Einweihung des Teilstückes der Böhmischen Westbahn zwischen Chrást u Plzně und Furth im Wald (siehe Bahnstrecke Plzeň–Furth im Wald und Bahnstrecke Praha–Plzeň). Im Jahre 1880 lösten sich Česká Kubice, Nová Pažežnice und Stará Pažežnice von Havlovice los und bildeten die Gemeinde Pažežnice. 1916 erfolgte die Aufteilung der Gemeinde Pažežnice in die zwei Gemeinden Pažežnice und Česká Kubice. 
1930 hatte das Dorf 387 meist tschechischsprachige Einwohner. Nach dem Münchner Abkommen von 1938 wurde Böhmisch Kubitzen Teil des nazistischen Deutschen Reiches und kam zunächst zum Landkreis Markt Eisenstein. 1939 lebten in Böhmisch Kubitzen 330 Menschen. Am 1. Juli 1940 wurde das Dorf dem Landkreis Waldmünchen zugeschlagen. 1945 kam es zur Tschechoslowakei zurück. Nach der Errichtung des Eisernen Vorhangs waren in Česká Kubice vier Grenzkompanien stationiert.

## Gemeindegliederung
Die Gemeinde Česká Kubice besteht aus den Ortsteilen Česká Kubice (Böhmisch Kubitzen), Dolní Folmava (Untervollmau), Horní Folmava (Obervollmau), Nová Kubice (tschechisch früher Německá Kubice, deutsch Deutsch Kubitzen), Nový Spálenec (tschechisch früher Nový Prenet, deutsch Neu Prennet), Spáleneček (tschechisch früher Malý Spálenec, deutsch Klein Prennet) und Starý Spálenec (tschechisch früher Starý Prenet, deutsch Alt Prennet). Zu Česká Kubice gehören außerdem die Wüstungen Bystřice (Fichtenbach) und Kubička (Plassendorf).
Das Gemeindegebiet gliedert sich in die Katastralbezirke Česká Kubice, Dolní Folmava, Horní Folmava, Nový Spálenec und Starý Spálenec.

## Sehenswürdigkeiten
- Čerchov mit dem Aussichtsturm  Kurzova rozhledna
- Kirche in Horní Folmava

## Persönlichkeiten
- Karl Robl (* 1943), deutscher Wirtschaftswissenschaftler und Manager